# Nogometni Klub Olimpija Ljubljana
O Nogometni Klub Olimpija Ljubljana, mais conhecido por apenas NK Olimpija Ljubljana, é um clube de futebol esloveno da cidade de Ljubljana. O clube foi fundado em 2005 com o nome de NK Bežigrad. Os funcionários do clube e seus torcedores acreditam que o NK Olimpija Ljubljana é o sucessor de outro tradicional clube da cidade, também chamado de Olimpija Ljubljana (versão em português: Olímpia Liubliana), que foi extinto em 2004. Entretanto, a Associação de Futebol da Eslovênia, a UEFA e a Liga Eslovena não reconhece os dois times como sendo o mesmo clube, apesar de dividirem o mesmo nome. Em sua curta história, o Olimpija mandou seus jogos no ŽŠD Stadion. A partir de 2010, o clube passou a jogar em um novo estádio, o Športni park Stožice.

## História
O NK Olimpija Ljubljana foi fundado em 2005 com o nome de NK Bežigrad. Com o apoio da torcida e de notáveis jogadores aposentados do extinto Olimpija, o time alviverde conseguiu vencer a 5ª Divisão eslovena em seu primeiro ano. Isso rendeu uma punição de 2 pontos negativos ao clube no ano seguinte, além de resultar na saída de Miran Pavlin e Amir Karic, que deixaram o clube. Na temporada 2008/09, o clube finalmente mudou seu nome para Nogometni Klub Olimpija Ljubljana, e foi vice-campeão da Segunda Liga Eslovena 2008/09. Ao longo das temporadas, o clube foi apoiado pelos Green Dragons, apelido dado aos seus torcedores. Na temporada atual, o time classificou-se em segundo lugar logo atrás do rival Maribor.

## Uniforme e cores
Em toda sua história, o clube somente usou as cores verde e branco, e adotou o dragão como mascote. A cidade de Ljubljana usa as mesmas cores e símbolos na sua bandeira e brasão de armas. A Seleção Eslovena de Futebol também usa as cores alviverdes.

## Títulos

### Nacionais

#### Campeonato Esloveno
4 (2015–16, 2017–18, 2022-23 e 2024-25)

#### Copa da Eslovênia
2 (2017-18,2020-21)

#### Slovenska Nogometna Liga (2ª divisão)
1 (2008-09)

#### Tretja Slovenska Nogometna Liga (3ª divisão)
1 (2007-08)

#### Campeonato Esloveno(4ª divisão)
1 (2006-07)

#### Campeonato Esloveno (5ª divisão)
1 (2005-06)

## Rivalidade
A maior rivalidade do Olimpija é contra o NK Maribor, na qual jogam o Derby Eterno ('Večni derbi').